# Урбан VII
Урбан VII (на италиански: Urbano VII) е роден на 4 август 1521 г. с името Джовани Батиста Кастаня. Той е папа на римокатолическата църква от 15 септември 1590 г. до 27 септември 1590 г.

## Биография
Урбан VII е папа само 13 дни през септември 1590 година и има генуезки произход, въпреки че е роден в Рим. Избран е за наследник на папа Сикст V (1585 – 90) на 15 септември 1590, но умира от малария на 27 септември 1590 г. преди ръкополагането си, което го прави най-кратко управлявалия в историята или втория по краткост, в зависимост от това дали Стефан II се приема за папа (не се приема за такъв от Католическата църква от 1961 година).
До ръкополагането си е бил губернатор на Болоня, архиепископ на Росано и дълги години апостолически нунций на Испания. Изборът му за папа получава силна подкрепа от испанското крило в църквата.
Краткото управление на Урбан VII води до първата в света забрана за пушене, заплашвайки да отлъчи от църквата всеки, който внесе тютюн в църквата, независимо дали е с цел да го дъвче, пуши с лула или смърка.

## Галерия
- Папа Сикст V
- Урбан VII осветява базиликата Свети Петър